# Reinhard Singer
Reinhard Singer (* 23. November 1951 in Stuttgart) ist ein deutscher Rechtswissenschaftler.

## Leben
Singer studierte ab 1970 Mathematik, Physik und Rechtswissenschaft an den Universitäten Stuttgart und München. 1978 legte er in München sein Erstes Juristisches Staatsexamen ab und war anschließend bis zu seinem Zweiten Staatsexamen 1982 Rechtsreferendar im Bezirk des OLG München. Danach war er zunächst als wissenschaftlicher Mitarbeiter, später wissenschaftlicher Assistent von Claus-Wilhelm Canaris an dessen Münchener Lehrstuhl. Dort promovierte Singer 1992 mit einer Arbeit zum widersprüchlichen Verhalten zum Dr. iur. Ein Jahr später habilitierte er sich und erhielt die Venia Legendi unter anderem für die Fächer Bürgerliches Recht und Arbeitsrecht.
Nach einer Lehrstuhlvertretung im Wintersemester 1993/94 an der Humboldt-Universität zu Berlin nahm Singer 1994 einen Ruf der Universität Rostock an, wo er bis 2004 den Lehrstuhl für Bürgerliches Recht, Arbeitsrecht und Handelsrecht sowie juristische Methodenlehre innehatte. Von 1996 bis 2004 war er zudem Richter im Nebenamt im Ersten Zivilsenat des OLG Rostock. Von 1995 bis 2004 war er auch Direktor des Instituts für Bankrecht und Bankwirtschaft an der Universität Rostock, ab 1999 auch des dortigen Instituts für Anwaltsrecht. 2004 wechselte er auf den ordentlichen Lehrstuhl für Bürgerliches Recht, Arbeitsrecht, Anwaltsrecht, Familienrecht und Rechtssoziologie an der Humboldt-Universität zu Berlin, den er bis zu seinem Eintritt in den Ruhestand innehatte. Seit 2011 unterrichtete er zudem an der Tongji-Universität in Shanghai. Von 2012 bis 2014 war er Dekan der rechtswissenschaftlichen Fakultät der HU Berlin. Seit 2020 ist Singer im Ruhestand und gibt seit 2022 auch keine Vorlesungen mehr.
Anlässlich seines 70. Geburtstags ehrten ihn Kolleginnen und Kollegen, Freunde und Weggefährten mit einer Festschrift.
Singer war der Doktorvater der Berliner Verkehrssenatorin Manja Schreiner. Der Fakultätsrat der Juristischen Fakultät der Universität Rostock erklärte im April 2024, dass es ein Fehler war, Schreiner für ihre Dissertation einen Doktorgrad zu verleihen und entzog ihn ihr.

## Werke (Auswahl)
Singers Forschungsschwerpunkte liegen vor allem im allgemeinen Teil des BGB, der Zivilrechtsdogmatik, dem deutschen Arbeitsrecht sowie der Rechtssoziologie. Darüber hinaus erlangte Singer in Fachkreisen Bekanntheit durch seine Kommentierung der §§ 116–124 und 130–133 BGB im Großkommentar zum BGB Staudinger.
- Selbstbestimmung und Verkehrsschutz im Recht der Willenserklärungen. C.H. Beck, München 1995, ISBN 978-3-406-39992-3 (Habilitationsschrift).
- Das Verbot widersprüchlichen Verhaltens. C.H. Beck, München 1993, ISBN 978-3-406-37232-2 (Dissertation).
- Inhaltskontrolle von Arbeitsverträgen. De Gruyter, Berlin 2007, ISBN 978-3-89949-405-1.